# Biche (1798)
Pour les autres navires du même nom, voir Biche.
Biche est une goélette de classe Agile de 12 canons de la marine française.

## Histoire

### Expédition d'Irlande
La Biche participe à l'Expédition d'Irlande, notamment le 12 octobre 1798 à l'unique bataille navale du conflit: celle de l'île Toraigh. Elle réussit avec trois autres bateaux seulement sur les 10 au total à échapper à la capture sur le lieu de la bataille. Elle rentre le 23 octobre à Brest avec la frégate Romaine. Le même jour, après une course-poursuite avec le Révolutionnaire, la Sémillante arrive à Lorient, c'est le dernier navire français à rentrer chez lui. En effet, le quatrième, la frégate L’Immortalité, est fait prisonnier en route, devant Brest, bloqué par les Anglais.
La Biche est déclassée en 1803.